# Suzy Menkes

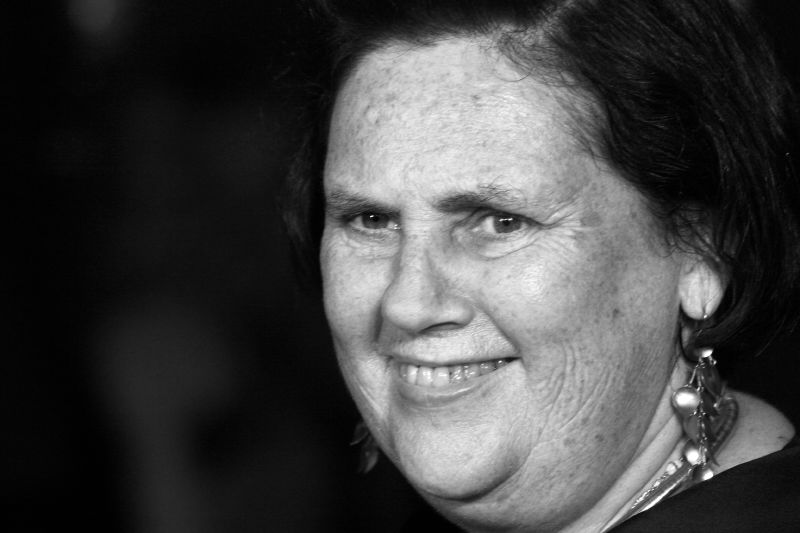
Suzy Menkes

Suzy Menkes (Beaconsfield, 24 december 1943) is een Brits journaliste.

## Loopbaan
Menkes werkt sinds maart 2014 als journaliste bij uitgeverij Condé Nast, waar ze schrijft voor de websites van alle internationale edities van tijdschrift Vogue, behalve de Amerikaanse.
Voordat ze werd aangenomen als internationaal redacteur, werkte ze 26 jaar ze als modejournaliste bij de International New York Times (voorheen de International Herald Tribune). Menkes wordt wereldwijd gezien als een van de invloedrijkste journalisten in de modewereld. Zij is in het verleden bij meerdere modeshows geweigerd vanwege haar recensies, waaronder bij die van Versace en Gianfranco Ferré en diverse shows van merken die vallen onder Louis Vuitton Moët Hennessy.